# 南广州
南广州，中国东魏时设置的州，由原北魏时广州的由东魏控制的东部部分设置而来。
东西魏期间广州分属东西，原治所属西魏，东魏另于襄城郡置南广州，辖境相当于今河南襄城县及临颍县西部地区；北周建德六年（577年）改为南广州为汝州。